# Pursat
Pursat, hay Puốc-xát, còn gọi là Phúc-túc theo sử cũ thời nhà Nguyễn, là một tỉnh của Campuchia. Bản đồ thời nhà Nguyễn còn gọi đây là trấn Gò Sặt.
Tỉnh lỵ là Pursat, huyện Sampov Meas
Tỉnh Pursat có 6 huyện:
- 1501 Bakan
- 1502 Kandieng
- 1503 Krakor
- 1504 Phnum Kravanh
- 1505 Sampov Meas
- 1506 Veal Veaeng